# Кузари
«Кузари́» (араб. كتاب الخزري‎, кита́б аль-ха́зари; полное название — كتاب الحجة والدليل في نصر الدين الذليل‎, китаб аль-худжжа ва-д-далиль фи наср ад-дин аз-залиль — «книга доказательства и довода в защиту униженной веры») — философское произведение на арабском языке врача, поэта, философа, раввина Иехуды ха-Леви. Почти вся книга представляет собой диалог хазарского царя с еврейским мудрецом. Книга была написана около 1140 года и уже в XII веке была переведена на древнееврейский  известным переводчиком Иехудой ибн-Тибоном под названием се́фер ха-хохаха́ ве-ха-реая́ ле-хагана́т ха-дат ха-бзуя́ (ивр.  ספר ההוכחה והראיה להגנת הדת הבזויה‎ — «книга доказательства и обоснования в защиту презираемой религии»), устоялось, однако, краткое название се́фер ха-кузари́ (ספר הכוזרי‎ — «хаза́ринова книга»).

## Сюжет
Исторически известно, что часть хазар перешла в еврейскую веру. На основании этого Иехуда Галеви строит следующий сюжет. Царь хазар много раз видел сон, в котором ангел говорит ему: «Намерения твои угодны Богу, но действия твои Ему не угодны». Несмотря на тщательное соблюдение предписаний хазарской религии, сон повторяется. Тогда царь понял, что ему надо перейти в другую веру. Он пригласил к себе представителей разных вероучений: философа, христианина и мусульманина, но не еврея, так как приниженное положение евреев слишком хорошо известно.
В экспозиции книги описаны беседы приглашённых мудрецов с царём, и все они оставили его неудовлетворённым. При этом мусульманин и христианин ссылались на исход евреев из Египта и другие чудеса, произошедшие с древними евреями. Всё это привело хазарского царя к мысли пригласить еврейского мудреца, называемого в книге «хаве́р» (талмудический термин для учёного и надёжного в соблюдении заповедей еврея).
Диалог с евреем налаживается с трудом, и не раз находится на грани срыва. Тем не менее, с течением времени царь осознаёт истинность еврейской религии. В начале второй главы кратко рассказывается как царь, вместе со своим визирем, тайно делает обрезание и переходит в иудаизм, затем открывает это немногим избранным, затем и другим. Как весь народ перешёл в еврейство, как они приобрели мудрость и усилились, как победили врагов. Диалог продолжается ещё четыре главы, раввин отвечает на вопросы нового иудея. В конце книги еврейский мудрец, разъяснив множество тонких мест в Торе и еврейской философии, просит у царя разрешение осуществить мечту и совершить восхождение в Землю Израиля. Царь милостиво разрешает.

## Идеи

### Недостаточность спекулятивной философии
В начале книги философ излагает аристотелевско-неоплатоническое учение, которое приводит, по его мысли, к познанию Бога, пророчеству и святости. Но просьба царя привести пример философа, достигшего уровня пророчества, оказывается непосильной. Тем самым, в первый раз возникает лейтмотив книги, что одним разумом невозможно понять Волю Божию, на что указывал и сон царя.
В основных диалогах царя и раввина, проводится сравнение религии с аптекой. В аптеке много лекарств, но только фармацевт и врач знают, какое и когда надо применять. Подобно этому, все религии содержат сходные предписания обрядов, жертв, молитв и тому подобного, но человеческий разум без помощи свыше не может постичь, что и как надо делать.
Разум, по Галеви, имеет свои пределы, и религия не является служанкой философии.

### Доказательства Бытия Божия
Уже в экспозиции книги мусульманин и христианин ссылаются на свидетельства о чудесах с древними евреями. В дальнейшем развиваются доказательства из группы исторических доказательств, главное из них — свидетельство передаваемое евреями о Даровании Торы на горе Синай. По Галеви, никакой обманщик не смог бы убедить весь народ, что такое событие как Дарование Торы на горе Синай произошло, если бы его не было. Стало быть, оно действительно было.

### Человечество и Израиль
Галеви полемизирует с рационалистическим взглядом, что ценность людей определяется их разумом и ценностью постигнутых истин, который впоследствии нашёл выражение у Маймонида. В «Кузари» развивается взгляд, что человечество всегда делилось на две части, разные по ценности, как ядро ореха и его скорлупа. Так, потомки Авраама — ядро, а все остальные — скорлупа. Затем и Исаак становится ядром, а Измаил и другие дети Авраама — скорлупой. Так продолжается до возникновения народа Израиля, который единственно и является ядром. Другое сравнение, используемое Галеви — сердце в теле.
Пророчество может быть лишь в народе Израиля, и даже иудеи-прозелиты к этому неспособны. Тем самым утверждается особая роль избранного народа. То, что он находится в приниженном состоянии, не только не опровергает его взглядов, как первоначально думал царь. Более того, все религии гордятся именно периодом унижения и преследований, тем более Израиль, который страдал более всех.

### Земля Израиля
Земля Израиля лучше всех земель и даже пророчество может быть лишь в Земле Израиля или, по крайней мере, в связи с ней. Все евреи молятся о возвращении в Землю. На вопрос царя, почему они тогда не едут туда, раввин отвечает, что ему стыдно, так как «все наши молитвы — как чириканье скворца», мы просим собрать, но не едем. Повествование заканчивается на том, что еврейский мудрец отбывает в Землю Израиля, как сделал и сам автор.

### Мир
Галеви решительно отвергает взгляд Аристотеля, что Мир был всегда. Дополнительно он отвергает как ненадёжные свидетельства из Индии о том, что мир более древний, чем рассчитали Мудрецы Талмуда.
Галеви интерпретирует книгу «Сефер Йецира» как древнюю книгу еврейской мудрости об устройстве природы, и не как каббалисты, считающие её началом каббалы.

### Заповеди
Галеви даёт ряд толкований заповедей, в том числе и построения Святилища. Храм он сравнивает с телом, которое поддерживает душу, так и Храм вмещал в себе Божественное Присутствие. При этом жертвенник для курения соответствует сердцу, жертвенник для животных — желудку, Левиты — мышцам.

## Влияние книги
Книга содержит много интересных идей, она оказала влияние на дальнейший ход еврейской мысли, а также представила евреям утешение и опору, поэтому неудивительно, что она стала одной из любимых философских книг евреев. Она также переводилась на английский, немецкий, французский, а также русский и, естественно, иврит. Книгу ценили противники аристотелизма, многие считали, что именно эта книга аутентично выражает специальный характер иудаизма.
«Кузари» естественным образом упоминается в выдающемся произведении современной литературы «Хазарский словарь» сербского писателя Милорада Павича (вышел в 1984 году).